# The Edge of Glory
The Edge of Glory è un brano della cantautrice statunitense Lady Gaga, estratto come terzo singolo dall'album Born This Way. Il brano è stato pubblicato il 9 maggio 2011 su iTunes e sul canale YouTube dell'artista, ed è stato inviato alle stazioni radiofoniche degli Stati Uniti il 17 maggio 2011. Inizialmente estratto come uno dei due singoli promozionali dell'album, il brano è stato poi pubblicato come terzo singolo ufficiale a causa delle forti vendite digitali in tutto il mondo.
Prodotto da Lady Gaga e da Fernando Garibay, The Edge of Glory è un brano dance che parla degli ultimi momenti di vita di una persona. Stando a quanto detto da Gaga, l'ispirazione per il brano le è venuta in seguito alla morte del nonno nel settembre 2010. Con un assolo di sax interpretato da Clarence Clemons, la melodia del brano assomiglia molto alle opere musicali di Bruce Springsteen, e contiene alcune sonorità simili alle produzioni musicali degli anni ottanta.
Il brano ha ricevuto tante critiche positive; molti critici ritengono che sia il più bello dell'intero album, lodando il ritornello e la produzione musicale.
Il brano è stato un successo internazionale, difatti è entrato nella top ten di numerosi paesi, tra cui Australia, Belgio, Canada, Nuova Zelanda, Norvegia, Spagna e Regno Unito. Negli Stati Uniti, ha raggiunto la posizione numero tre della Billboard Hot 100, diventando il decimo singolo della cantante ad entrare nella top ten di quella classifica.
Nel gennaio del 2015, Billboard la posiziona, in una speciale classifica, al tredicesimo posto delle 20 migliori canzoni degli anni 2010..

## Descrizione
(Lady Gaga parla del brano con Jon Pareles del The New York Times.)
The Edge of Glory è stato scritto da Lady Gaga, Fernando Garibay e DJ White Shadow, e prodotto da Lady Gaga e Garibay. Le origini del brano sono da ricondurre al mese di gennaio 2011 quando Gaga ha mostrato ai fan un'anteprima del testo musicale. Stephen Hill, il proprietario di BET, ha definito il brano "folle" e "fenomenale" al primo ascolto. White Shadow ha affermato che prima di far ritorno in Europa per le date del The Monster Ball Tour nel 2010, Gaga si è concessa una pausa per far visita al proprio nonno morente. Dopo la sua morte, era venuta a dirle di aver scritto un brano dedicato al nonno, in cui aveva esternato l'impatto che la sua perdita le aveva procurato.
Il 9 maggio Lady Gaga su Twitter ha pubblicato una frase dal testo di questa canzone: 'I need a man who thinks it right when it's so wrong, right on the limits where we know we both belong', ovvero 'Ho bisogno di un uomo che pensi giusto quando è sbagliato, proprio sui limiti entro i quali noi sappiamo di appartenere'. La canzone è stata pubblicata con un leggero ritardo rispetto all'orario previsto. La canzone parla dell'ultimo momento della propria vita terrena. Successivamente è stato rivelato sul web il ritornello della canzone: "I'm on the edge of glory and I'm hanging on a moment of truth, Out on the edge of glory and I'm hanging on a moment with you". In un'intervista con Google, Lady Gaga ha aperto un discorso sul brano:
The Edge of Glory trae spunto anche dal film Rocky, con Sylvester Stallone nel 1976. Il film è il preferito di Lady Gaga e delinea lo scorrere della propria vita nell'occhio di un uomo morente, con il sentimento di essere un campione, come espresso da Rocky Balboa nel film. Il 5 maggio 2011 la Interscope perpetrò una e-mail ad alcune stazioni radio negli Stati Uniti annunciando che The Edge of Glory sarebbe stato lanciato lunedì 9 maggio 2011 come primo dei due singoli promozionali.

### Copertina
Sul suo account di Twitter, Gaga ha rivelato la copertina del singolo che la ritrae in topless con la bocca aperta, le protesi facciali che erano già state usate per la cover di Born This Way ed i suoi lunghi capelli che le coprono metà faccia.

## Registrazione e composizione

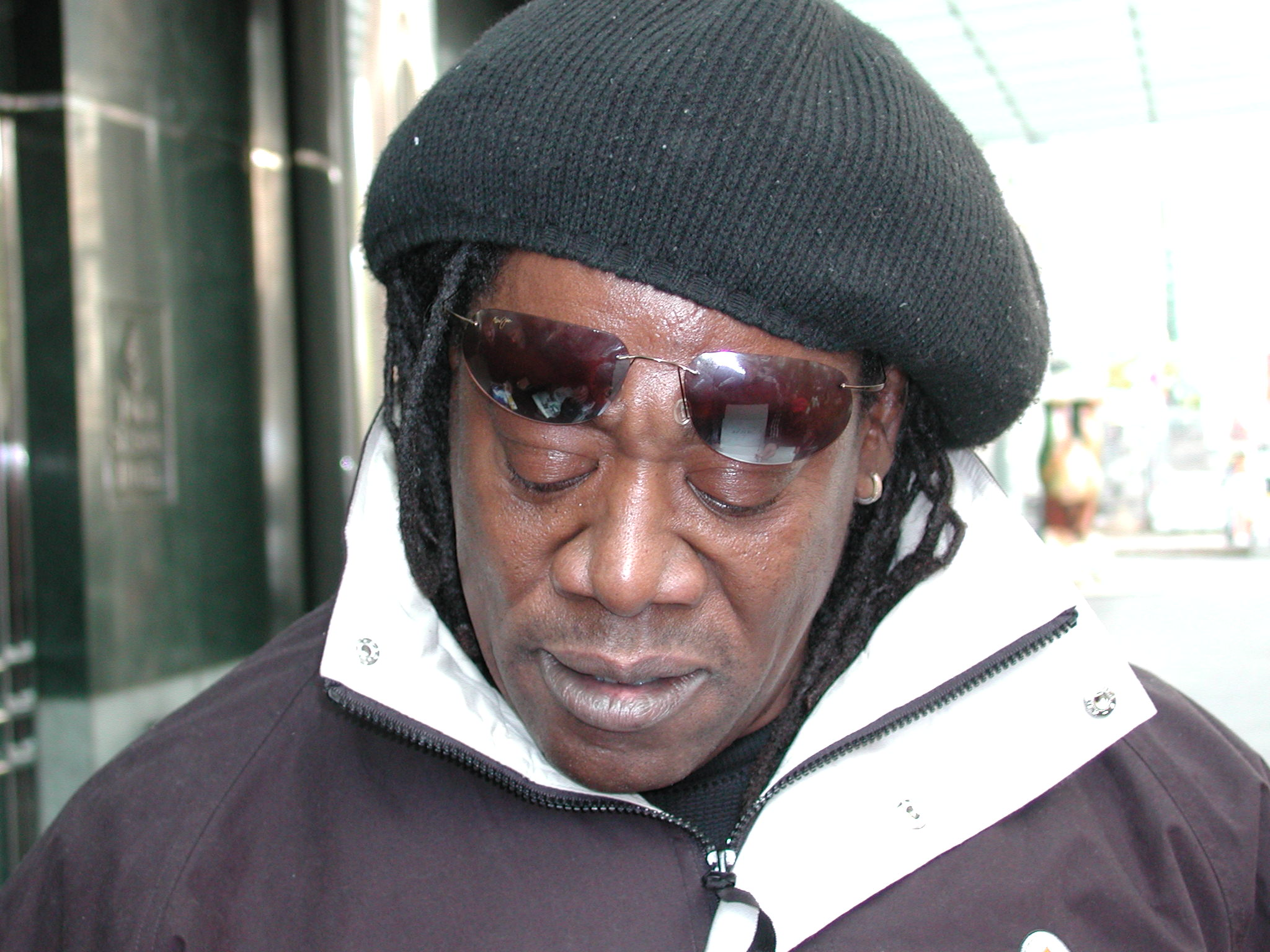
Clarence Clemons della E Street Band esegue un assolo di sax alla fine del brano

The Edge of Glory è un brano dance-pop e synthpop. La canzone è meno elettronica e più pop rispetto agli altri singoli della cantante, ed il testo parla di romanticismo e di ispirazione individuale. Garibay ha rivelato che la canzone è stata registrata nel tono naturale di Gaga e ha richiesto soltanto una registrazione; in seguito Gaga gli ha chiesto di aggiungere il rumore di un battito cardiaco all'inizio del brano. Garibay ha affermato che la decisione di aggiungere un assolo di sax è stata una "mossa audace" per Gaga, dal momento che le radio nelle loro playlist non avevano nessuna canzone che avesse un assolo di sax.
Il brano si apre con la voce di Gaga che canta i primi versi "There ain't no reason you and me should be alone, tonight yeah baby, tonight yeah baby". Secondo Jocelyn Vena di MTV, il brano ricorda varie produzioni musicali della fine degli anni ottanta e dei primi anni novanta. Jason Lipshultz da Billboard lo ha descritto come un brano solare con un grande ritornello, dove Gaga canta "I'm on the edge of glory and I'm hanging of a moment of truth". Evan Sawdey del sito PopMatters ha trovato diversi elementi rock nella composizione della canzone. Jocelyn Vena ritiene inoltre che ciò che rende la canzone diversa dalle altre in radio è l'assolo di sassofono di Clemons nel bel mezzo del brano, con Gaga che continua a cantare “I'm on the edge with you”. Robert Copsey da Digital Spy ha detto che la composizione musicale è una miscela di chitarre elettriche e sintetizzatori. Il brano termina con il suono del sax che lentamente svanisce. Lady Gaga ha raccontato in un'intervista con NME: "Io non sono eternamente soddisfatta di quello che creo. Anche se ti dicessi che The Edge of Glory è un capolavoro del pop, quando è tutto detto e fatto affioreranno cose che mancheranno, e quando l'ascolterò di nuovo le sentirò all'istante". Il brano è meno "elettro e più puramente pop" e mostra un lato "più soft" dell'album.
Con Rolling Stone, alcuni mesi prima della sua morte, Clemons ha ripercorso dettagliatamente il suo coinvolgimento in The Edge of Glory e la scelta di registrare la sua parte solista col sassofono. Era gennaio 2011, e l'artista praticava un esercizio nella propria casa in Florida quando sua moglie corse a dirgli che i manager di Gaga erano al telefono per chiedergli di suonare in un brano del suo disco in uscita. Era venerdì, e Clemons aveva risposto che avrebbe potuto esaudirli il lunedì o il martedì seguente, ma Gaga era smaniosa di averlo al proprio fianco in sala di registrazioni a New York il giorno stesso. Così Clemons prese un aereo per New York e raggiunse lo studio di registrazione a Manhattan verso mezzanotte. Gaga voleva che suonasse in alcune tracce dell'album, una di quelle era appunto The Edge of Glory. La cantante disse a Clarence: "Noi metteremo il nastro e tu comincia a suonare. Suona ciò che ti viene dal cuore. Suona quello che senti". La registrazione terminò verso le 3 del mattino dopo. Clemons aggiunse di essere rimasto sorpreso di "essere stato pagato"; ha anche aggiunto: "L'avrei fatto anche gratis. Non posso credere che qualcosa che suona così bene mi faccia guadagnare denaro anche a me".

## Accoglienza

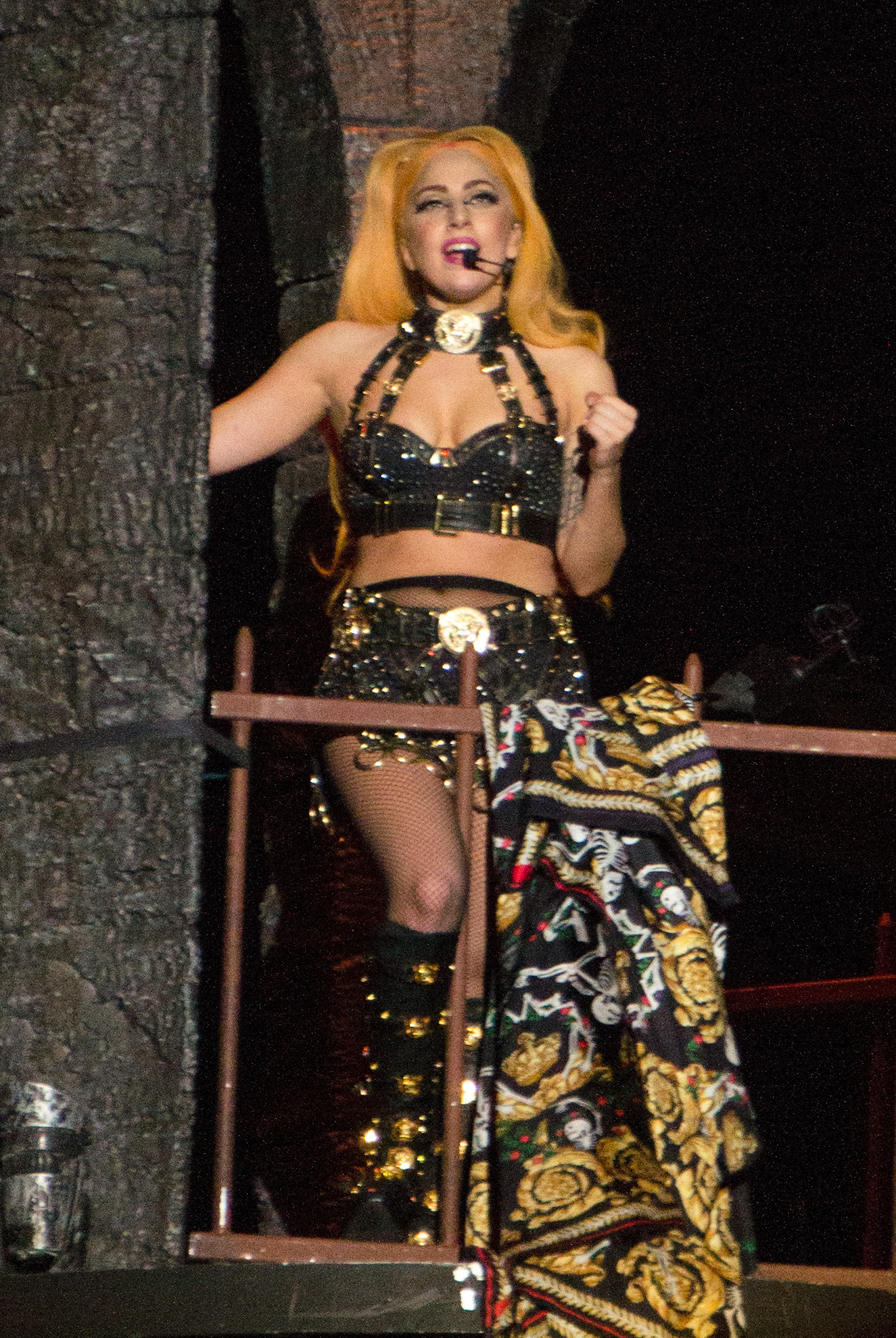
Lady Gaga durante The Edge of Glory al Born This Way Ball

Prima che cominciasse la leg finale del The Monster Ball Tour, Gaga inviò quattro brani tratti da Born This Way a Rolling Stone, tra cui The Edge of Glory, Scheiße, Yoü and I, e Hair, per avere una critica in anticipo. Rolling Stone, riguardo al primo, ha scritto: "Questo potrebbe sembrare folle sulla carta – è una massiccia power ballad con pesanti club beat e la partecipazione di Clarence Clemons della E Street Band che urla col suo sassofono - ma in qualche modo sembra del tutto normale quando lo si sente. C'è qualcosa di troppo zuccherino, ma è totalmente accattivante e orecchiabile. Se uno dei nuovi brani di Gaga merita di essere un successone, è questo. L'inserimento di Clemons è un tocco ispirato che amplifica le atmosfere rock da stadio degli anni '80, ma la sua performance è sorprendente e si colloca tra le migliori della sua carriera." In un'altra recensione, Perpetua ha considerato che The Edge of Glory è un "immediato inno pop". Rick Fulton, mentre scriveva per Daily Record, l'ha paragonato a It's My Life di Dr. Alban nel 1992 e affermò che il brano è stato influenzato dal precedente singolo "Alejandro". Jody Rosen di Rolling Stone si è complimentata per l'assolo di sax e il ritornello. Jocelyn Vena da MTV ha affermato che la canzone mostra un lato più dolce di Gaga, a differenza dei singoli precedenti da Born This Way. Willa Paskin da New York è rimasta colpita dal brano e, al riguardo, disse: "Se le prime due tracce di Born This Way erano molto dance-rock, questo brano ricorda molto gli anni Ottanta, riporta alla colonna sonora di Flashdance, e c'è l'assolo di sax a dimostrarlo." Paskin credeva anche che la canzone avesse un grande potenziale per diventare un tormentone estivo, ma si sarebbe contesa il primato con il singolo di Katy Perry Last Friday Night (T.G.I.F.).
Angolo Lewis di Digital Spy ha assegnato al brano cinque stelle su cinque. Sia Andy Gill di The Independent che James Reed di The Boston Globe hanno elogiato l'assolo di sax di Clarence Clemons all'interno del brano. Nardine Saad del Los Angeles Times ha affermato che The Edge of Glory è un brano meno provocatorio rispetti ai suoi singoli precedenti. Saad disse anche che il brano è più lento e meno elettronico rispetto al singolo precedente Judas. Amy Sciarretto da Artistdirect.com ha dato una recensione positiva dicendo che la canzone spinge l'ascoltatore al centro della pista da ballo. Si è complimentata con Gaga per la voce, dicendo che "riesce a riempire una stanza con la sua voce, il suo spirito e la sua ballabilità". Allo stesso modo, Elan Priya di NME ha scritto che stavolta nel brano non c'è Gaga che affronta questioni sociali o conflitti religiosi; Elan si è anche complimentato per l'assolo di Clemons". Alcuni sentimenti analoghi sono stati espressi dal collega Dan Martin, che ha definito la traccia “brillante”, definendo il brano “la serenata più pop” che Gaga abbia mai fatto. Robert Copsey da Digital Spy, ha trovato delle somiglianze nell'intro del brano con quello del singolo di Cher del 2002 "Song for the Lonely". Megan Gibson del Time affermò di essere rimasta “delusa” dal brano, dicendo che non era "particolarmente buono". Gibson ha aggiunto che la canzone non è alla pari con i precedenti singoli di Gaga, e ha definito la melodia come banale, per niente interessante e blanda. Matthew Cole della rivista Slant affermò che il brano abbassò le sue aspettative per l'album, ma ha anche espresso che l'assolo di sassofono era "certamente un punto elevato, una delle idee più originali che Gaga ha avuto negli ultimi tempi".
Alla fine del 2011, Slant Magazine e Billboard nominarono The Edge of Glory come ottava miglior canzone del 2011, mentre la rivista Rolling Stone come settima.

## Successo commerciale
Negli Stati Uniti, The Edge of Glory ha debuttato alla posizione numero 31 nella classifica Pop Songs, nella settimana del 28 maggio 2011. Ha inoltre debuttato alla numero due nella Hot Digital Songs, vendendo 266 000 copie, secondo i dati raccolti da Nielsen SoundScan. Il brano entrò nella Billboard Hot 100 alla numero tre, e nella categoria Radio Songs alla numero 54, con un'audience pari a 20 milioni. Per questo, Gaga è diventata la prima artista dai tempi di Mariah Carey ad avere come primi dieci singoli tutte top ten. La settimana successiva, The Edge of Glory sale alla numero 18 nella Pop Songs, diventando il brano con maggior incremento dell'airplay. Tuttavia, le vendite digitali sono scese del 64% vendendo 98 000 copie, quindi la canzone è scesa alla numero 19 nella Hot 100. Nella stessa settimana la canzone è salita fino alla numero 37 nella categoria Radio Songs, con un airplay di 30 milioni. Nella sua terza settimana, The Edge of Glory fu ancora la canzone con maggior incremento della settimana nella Pop Songs e raggiunse la numero 14, mentre debutta alla numero 33 nella classifica Adult Pop Songs. Nella stessa settimana fu anche la canzone con il maggior numero di copie digitali vendute (165 000 copie). L'airplay aumentò fino ad arrivare a 39 milioni, successivamente il brano rientrò nella top ten alla posizione 8. Il brano continuò a ricevere audience fino ad arrivare alla posizione 15 nella Radio Songs e toccò i 51 milioni nell'airplay, diventando il suo secondo singolo a salire velocemente nella Pop Songs, dietro solo a Born This Way. Ha ricevuto altri 166 000 download digitali, e salì alla numero sette nella Hot 100 e alla numero 14 nell'Adult Pop Songs, mentre debutta alla numero 46 nella Hot Dance Club Songs. La canzone ha raggiunto la numero quattro nella Radio Songs, la numero tre nella Pop Songs, la numero uno della Hot Dance Club Songs, la numero 11 sulla Adult Contemporary e la numero due nell'Adult Pop Songs. The Edge of Glory ha venduto 2 325 000 copie digitali nel 2011 e divenne la 29ª canzone più venduta dell'anno negli Stati Uniti. Secondo Billboard, fino a febbraio 2018, il brano ha venduto 3 milioni di copie solo negli Stati Uniti.
The Edge of Glory ha debuttato alla numero tre nella Billboard Canadian Hot 100 ed è entrato nella classifica Canadian Hot Digital Songs alla numero due, ricevendo 26 000 download digitali. Debuttò sempre nello stesso paese nella classifica Contemporary Hit Radio alla numero 42. Dopo quattro settimane, la canzone rientrò nella top ten della Canadian Hot 100, mentre entrò per la prima volta nella top ten della classifica Contemporary Hit Radio. nel Regno Unito, The Edge of Glory ha debuttato alla numero 6 nella Official Singles Chart. Dopo alcune settimane in cui il brano era sceso nella classifica, la canzone fece un balzo enorme e rientrò nella top ten nella settimana del 26 giugno 2011. Le sue vendite digitali aumentarono dell'89,1%, ma salì nella classifica grazie anche all'esibizione della cantante allo show televisivo Paul O'Grady Live. La trasmissione televisiva ha anche aiutato l'airplay radiofonico del brano facendogli raggiungere la posizione numero 11. In Australia, ha debuttato alla numero 11 nella ARIA Singles Chart e in Nuova Zelanda ha debuttato alla numero tre nella RIANZ Singles Chart. Dopo undici settimane, la canzone è stata certificata due volte disco di platino e disco d'oro rispettivamente dalla Recording Industry Association australiana (ARIA) e dalla Recording Industry Association of New Zealand (RIANZ), per le 140 000 e 7 500 copie vendute. In Irlanda, The Edge of Glory ha debuttato alla numero 10 nella Irish Singles Chart nella settimana del 13 maggio 2011, fino a raggiungere la posizione 4. Ha inoltre debuttato alla numero 19 in Finlandia, e alla numero cinque nella Spanish Singles Chart. In Francia debutta al settimo posto con 8 210 copie vendute, davanti ad un altro singolo della cantante, Judas, in salita dalla 14ª posizione (7 523 copie vendute). In Germania, la canzone ha debuttato nella Media Control Charts alla numero 28, fino a raggiungere la numero 3. The Edge of Glory ha inoltre ricevuto 44 176 download digitali in Corea del Sud, e debuttò alla numero due nella Gaon International Online Chart nella settimana del 22 maggio 2011, e nella settimana successiva raggiunse la prima posizione vendendo 48 937 copie.

## Video musicale
Il video musicale fu filmato il 28 e il 29 maggio 2011 su una strada di New York. Durante i BMI Pop Music Awards 2011, Laurie Ann Gibson annunciò a Rap-Up TV che Lady Gaga fosse pronta a filmare il video di The Edge of Glory. Le fu chiesta la trama, ma la Gibson rispose: "sappiamo solo che giocheremo con l'ambiguità". Il video non è diretto, come si pensava, da Joseph Kahn ma dalla stessa Gaga con l'aiuto del suo team creativo, la Haus of Gaga, ed è stato girato tra il 28 e il 29 maggio. Il video è uscito in anteprima al reality show di danza So You Think You Can Dance il 16 giugno 2011 alle 20 (ora americana). Il 16 giugno Joseph Kahn sul suo account di Twitter comunica che non sarà lui il direttore del video della canzone, ma la stessa Lady Gaga aiutata dalla sua coreografa Laurie Ann Gibson. Il video ha ottenuto la certificazione Vevo, avendo superato le 100 milioni di visualizzazioni su YouTube e Vevo.

### Sinossi
Gli elementi che compongono il video sono pochi: una strada di New York, il sassofonista e ovviamente lei, Lady Gaga, che, in un completo Versace, balla e si scatena sulle strade della grande mela. Il video è considerevolmente più semplice dalle opere precedenti di Gaga.
Il video comincia con una strada deserta dallo sfondo viola e con luci che vanno dal rosso al rosa; lentamente appare il braccio di Gaga da dietro l'angolo della strada, dopo di che viene inquadrata una finestra dove poi appare la cantante che scosta la tenda. Quando il brano comincia viene fatto un primo piano della cantante che indossa l'abito Versace, una parrucca bianca e nera e degli stivali neri; le immagini si alternano con altre in cui la cantante è sopra una scala anti incendio vicino alla finestra del suo appartamento dal quale esce del fumo il che fa pensare che sia in fiamme. Il video continua con Gaga che canta e balla lungo la strada, sulla scala anti incendio e su delle scale vicino a Clarence Clemons. Verso la fine del video, dopo l'assolo di sax, la cantante scende dalle scale e bacia la strada. Il video termina con un primo piano del volto di Gaga, dopo di che ella rientra nel suo appartamento attraverso la finestra.
La Gibson sollevò scandalo annunciando di non aver diretto il video: "Il video di The Edge of Glory non è stato diretto da me. I cambi creativi succedono. [...] Non è niente di straordinario ad essere onesti. [...] Ho preferito la pubblicità di Google Chrome, farò finta sia quello il video" ha detto, suscitando lo sdegno dei fan di Lady Gaga.
Il video del brano fu l'ultima apparizione in un video di Clarence Clemons prima della sua morte per ictus, avvenuta il 18 giugno 2011.

### Critica
Sia Jocelyn Vena di MTV sia Christian Blauvelt di Entertainment Weekly hanno riscontrato la somiglianza del video con un musical di Broadway, Rent. Vena ha inoltre paragonato gli effetti visuali del video a quelli del singolo Papa Don't Preach di Madonna nel 1986 e a quelli del singolo Billie Jean di Michael Jackson nel 1984. Ha concluso dicendo che il video musicale "riesce a mettersi in risalto, soprattutto grazie alla sua semplicità". In un'altra recensione, James Montgomery da MTV ha scritto che il video rimanda ai musical Rent e West Side Story. Blauvelt è rimasto in un primo momento sorpreso nel vedere che Lady Gaga avesse assunto un tema forse troppo semplice nel video, rispetto ai suoi precedenti video, in un modo o nell'altro provocatori. I richiami oscillano dal video musicale di LoveGame di Lady Gaga nel 2009, al teatro di rivista degli anni ottanta. Blauvelt ha infine aggiunto che il video parrebbe un chiaro omaggio ai modelli di Gaga tra cui Madonna, concludendo che: "tutti i riferimenti in The Edge of Glory sono molto palesi, non c'è modo per cui possano essere presi per sfacciati nel plagio. Deve essere visto come un ammiccante omaggio ad artisti, brani, video che hanno significato molto per la crescita della cantante - come lo studente di un college che riempie i muri del suo dormitorio con i poster dei suoi idoli". Il Daily Mail è stato più critico con il video, sentendo che Lady Gaga avesse nuovamente copiato i look di Madonna, stavolta l'immagine che aveva adottato nel film del 1987, Who's That Girl. Essi hanno anche paragonato le scene in cui Lady Gaga si distende sul pavimento, mentre apre le braccia ad arco, al musical del 1983, Flashdance. Jarett Weiselman del New York Post ha cercato di capire che cosa davvero sia andato storto nella produzione, ed è giunto alla conclusione che i reciproci disaccordi tra Gaga e Kahn hanno portato il video a diventare "una vera schifezza".

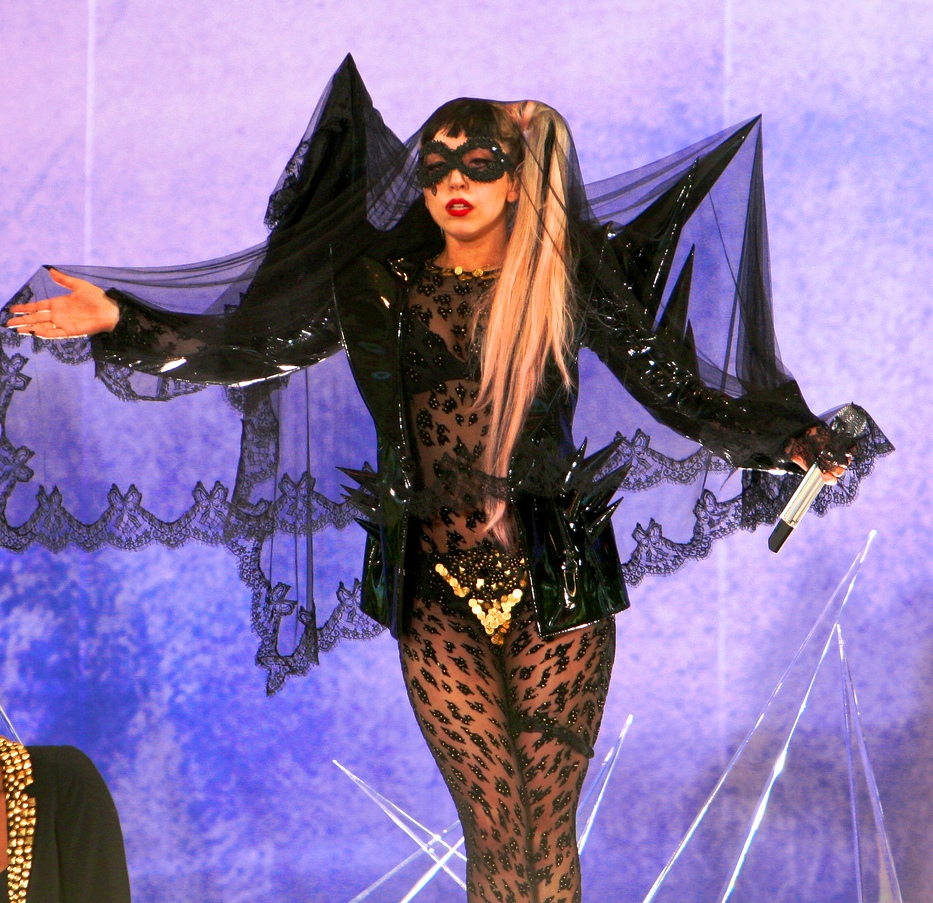
Lady Gaga si esibisce sulle note di The Edge of Glory al Good Morning America

Sal Cinquemani su Slant Magazine ne ha offerto una buona recensione, in cui lo ha definito un "trionfo oculare", con una scenografia "mozzafiato". Il video è stato paragonato a The Way You Make Me Feel di Michael Jackson, e a When I Think of You e The Pleasure Principle di Janet Jackson, oltre che a China Blue, tutti film e video icone degli anni ottanta, ma non ha potuto far a meno di criticare il labiale "poco convincente". Daniel Kreps su Rolling Stone ha dato un'opinione controversa al video, considerando il brano "al di sopra" di esso con un video "scialbo" e "sobrio". Si è congratulato invece per il sentimento visuale rivolto agli anni ottanta, ma ha criticato che "non c'è molto nel video" e ha ritenuto che perde molto tempo persistendo sulle inquadrature di Gaga che balla e s'impenna per la strada. Peter Robinson da Popjustice ha dato un responso negativo al video, dicendo che è "una merda completa" e che "bisogna solo digerire che Gaga ha pubblicato un video orrendo". Scrivendo una recensione del video per The Vancouver Sun, Collins ha paragonato il look di Gaga nel video a quello di una "baldracca" dal film americano di fantascienza del 1982, Blade Runner.

## Esibizioni dal vivo

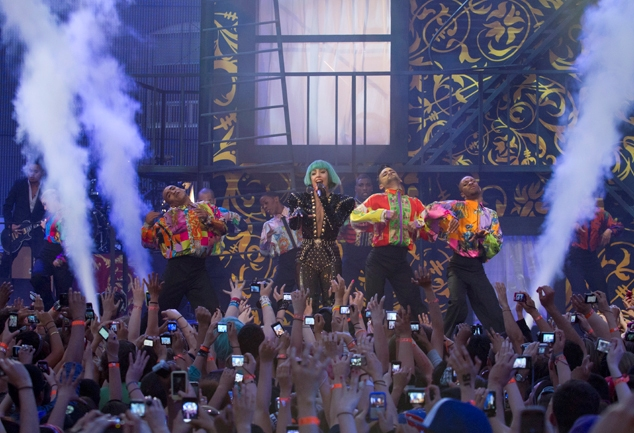
Lady Gaga si esibisce con The Edge of Glory ai MuchMusic Video Award 2011.

Gaga ha eseguito una versione acustica-jazz della canzone per Radio 1's Big Weekend a Carlisle, Cumbria il 15 maggio 2011. Durante l'esibizione, ha rivelato che la sua casa discografica le aveva detto di non esibirsi con il brano intero, ma lei fece tutto il contrario: "Bene, mi è stato detto di non farlo, ma non me ne frega un cazzo. Abbiamo pubblicato questo singolo come una sorpresa per darvi un piccolo assaggio del disco prima che esca [...] perché voglio che tutti sentite che l'album è molto profondo", ha aggiunto. Un'altra versione, al pianoforte, è stata eseguita il 21 maggio 2011, nella stagione finale dello show televisivo Saturday Night Live, dove Gaga indossava un abito nero metallizzato, stivali fino al ginocchio e un semi-circolare copricapo metallico. Il 25 maggio 2011 si è esibita con il brano nello show americano American Idol; durante l'esibizione è stata raggiunta da Clemons che eseguì il suo assolo di sax. Gaga appare sulla cima di una montagna sul palcoscenico "Idol", vestita con un lungo mantello e un copricapo drappeggiato con catene pendenti. Un trio di ballerini erano alla base del set e ballavano, mentre Gaga cantava sopra di loro. Si toglie il mantello e il copricapo dopo la prima strofa del brano, mostrando un bikini, con una parrucca bionda e una grande croce sulla sua testa. Il palco era illuminato di luce blu, mentre Gaga suonava il piano. Nell'esibizione a So You Think You Can Dance il ballerino Mark Kanemura, è apparso sul palco a torso nudo, non appena iniziò l'assolo di Clemons. Gaga ed il suo amico ballerino, che si erano disposti nella parte superiore del set durante l'assolo di sax, si alzarono in piedi durante il coro finale del brano. Quando Gaga cantava: "I'm on the edge of glory / And I'm hanging of a moment with you", si tenevano per mano mentre si muovevano verso il bordo della piattaforma. Len Melisurgo di The Star-Ledger ha ritenuto che la performance era troppo "sessualmente suggestiva" per il pubblico di American Idol e affermò che Gaga "è andata appena un po' troppo oltre per essere in uno show orientato ad un pubblico giovanile". Al contrario, Adam Graham da MTV News ha definito l'esibizione come una delle più memorabili. Monica Herrera da Billboard l'ha definita come la quarta miglior performance della serata.

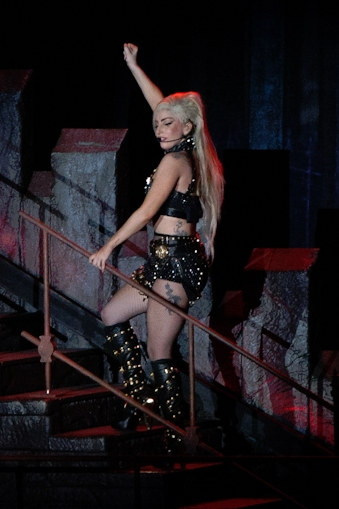
Lady Gaga durante il Born This Way Ball a Milano, mentre canta The Edge of Glory

Il 27 maggio 2011, Gaga ha eseguito "The Edge of Glory" nello show americano Good Morning America nell'evento organizzato da loro chiamato "Summer Series Concert". Indossava un ensemble nero, una maschera nera ed un velo di pizzo nero. Nel bel mezzo della canzone si toglie il velo, mostrando una giacca di pelle. Nella sesta stagione di Germany's Next Top Model, Gaga ha eseguito la canzone nello show finale. Era vestita con calze a rete, slip, una parrucca verde acqua e un mantello ondeggiante dietro di lei. In un preciso momento dell'esibizione è possibile vedere la cantante che viene ghigliottinata. Gaga poi balzò in piedi con una testa finta nella mano, dopo di che si girò verso i giudici, tra cui Heidi Klum e disse: "Ucciderei per la moda". L'intero spettacolo è stato trasmesso in tutto il mondo su Internet. Una versione acustica del brano è stata eseguita all'Europride 2011 a Roma, insieme a Born This Way. Gaga ha continuato a eseguire il brano nella versione francese di X-Factor, dove il brano è stato eseguito insieme a Judas. Indossava un abito strappato, aveva dei lunghi capelli verde acqua e suonava una keytar. Nello show televisivo francese Le Grand Journal, la cantante si è esibita con il brano vestendosi da sirena. Gaga ha ri-creato l'ambientazione del video musicale per l'esibizione nello show Paul O'Grady Live. Ryan Amore di Digital Spy è riuscito ad avere un'anteprima dell'esibizione prima che la registrassero e si complimentò per la coreografia di Gaga e del suo ballerino durante l'assolo di sax. Gaga ha anche eseguito il brano durante i MuchMusic Video Award 2011. Quando si trovava in Giappone, la cantante ha eseguito "The Edge of Glory" e "Born This Way" durante gli MTV Video Music Aid Japan 2011. Gaga indossava un reggiseno scintillante con dei lustrini ed una gonna lunga con un piccolo spacco su entrambe le cosce. La performance inizia con Gaga che è appesa ad una tela di un ragno gigante, con i suoi capelli verde acqua che sono anche loro impigliati nella tela. Come inizia la musica, Gaga comincia a tirare la tela fino a liberarsi e raggiunge i ballerini per terminare l'esibizione. Il 16 ottobre 2011 Gaga ha eseguito la canzone durante un concerto all'Hollywood Bowl di Los Angeles per la Clinton Foundation. La cantante ha eseguito il brano anche nel suo terzo tour mondiale, il Born This Way Ball, in due versioni, una parte è stata eseguita in versione acustica e l'altra parte è stata eseguita in versione studio. Durante alcune date dell'ArtRave: The Artpop Ball del 2014, Gaga ha eseguito anche The Edge of Glory.

## Cover
La band inglese Friendly Fires ha reinterpretato la canzone durante il BBC Radio 1's Live Lounge.
Nel 2012, Naya Rivera, Amber Riley, Dianna Agron e Jenna Ushkowitz realizzarono una cover del brano in un episodio della terza stagione delle serie televisiva Glee. Il brano è stato inserito nell'album Glee: The Music, The Graduation Album.
Nick Jonas ne ha seguito una cover live alla chitarra.

## Tracce
Download digitale
1. The Edge of Glory - 5:20

CD singolo
1. The Edge of Glory (Radio Edit) - 4:20
2. The Edge of Glory (Cahill Major Club Remix) - 7:26

The Edge of Glory - Bollywood Remix
1. The Edge of Glory (Bollywood remix produced by Dj Aqeel) - 4:26

The Remixes - Digital EP
1. The Edge of Glory (Sultan & Ned Shepard Remix) - 6:34
2. The Edge of Glory (Funkagenda Remix) - 7:53
3. The Edge of Glory (Bare Noize Remix) - 3:48
4. The Edge of Glory (Porter Robinson Remix) - 6:40
5. The Edge of Glory (Cahill Club Remix) - 7:27
6. The Edge of Glory (Foster The People Remix) - 6:11

## Classifiche
| Classifica (2011)                | Posizione massima |
| -------------------------------- | ----------------- |
| Australia                        | 2                 |
| Austria                          | 3                 |
| Belgio (Fiandre)                 | 6                 |
| Belgio (Vallonia)                | 2                 |
| Canada                           | 3                 |
| Danimarca                        | 8                 |
| Finlandia                        | 14                |
| Francia                          | 7                 |
| Germania                         | 3                 |
| Giappone                         | 8                 |
| Irlanda                          | 4                 |
| Italia                           | 2                 |
| Libano                           | 8                 |
| Norvegia                         | 2                 |
| Nuova Zelanda                    | 3                 |
| Paesi Bassi                      | 9                 |
| Regno Unito                      | 6                 |
| Repubblica Ceca                  | 7                 |
| Slovacchia                       | 1                 |
| Spagna                           | 5                 |
| Stati Uniti                      | 3                 |
| Stati Uniti (Pop)                | 1                 |
| Stati Uniti (Dance)              | 1                 |
| Stati Uniti (Adult Contemporary) | 7                 |
| Stati Uniti (Adult Pop)          | 1                 |
| Stati Uniti (Latin Pop)          | 22                |
| Svezia                           | 19                |
| Svizzera                         | 10                |
| Ungheria                         | 6                 |

### Classifiche di fine anno
| Classifica (2011)                | Posizione |
| -------------------------------- | --------- |
| Australia                        | 39        |
| Austria                          | 38        |
| Canada                           | 14        |
| Croazia                          | 11        |
| Francia                          | 87        |
| Germania                         | 18        |
| Giappone                         | 34        |
| Nuova Zelanda                    | 40        |
| Regno Unito                      | 27        |
| Stati Uniti                      | 29        |
| Stati Uniti (Adult Contemporary) | 15        |
| Stati Uniti (Adult Pop)          | 15        |
| Stati Uniti (Dance)              | 37        |
| Stati Uniti (Pop)                | 21        |
| Svizzera                         | 54        |
| Ungheria                         | 24        |

## Date di pubblicazione
| Nazione  | Data           | Formati           | Etichetta                    |
| -------- | -------------- | ----------------- | ---------------------------- |
| Mondo    | 9 maggio 2011  | Download digitale | Interscope, Polydor, Def Jam |
| Germania | 8 luglio 2011  | CD                | Interscope, Polydor, Def Jam |
| Italia   | 12 luglio 2011 | CD                | Interscope, Polydor, Def Jam |